# Accuphase
Accuphase K.K. (jap. アキュフェーズ株式会社, Akyufēzu Kabushiki kaisha, inglese Accuphase Laboratory Inc.) è un costruttore giapponese di elettronica per audiofilia con sede a Yokohama.

## Storia
La società venne fondata nel 1972 da Jiro Kasuga e divenne nota per i suoi prodotti Hi-Fi e High-end come amplificatori e lettori CD e sintonizzatori. 
Caratteristica dei prodotti sono la colorazione champagne.